# Estnische Fußballmeisterschaft 1930

Die Estnische Fußballmeisterschaft 1930 war die 10. Spielzeit der höchsten estnischen Fußball-Spielklasse der Herren. Die Meisterschaft gewann zum zweiten Mal in der Klubgeschichte der JK Tallinna Kalev. Der als Titelverteidiger in die Saison gegangene SK Tallinna Sport wurde hinter dem JK Tallinna Kalev Vizemeister. 

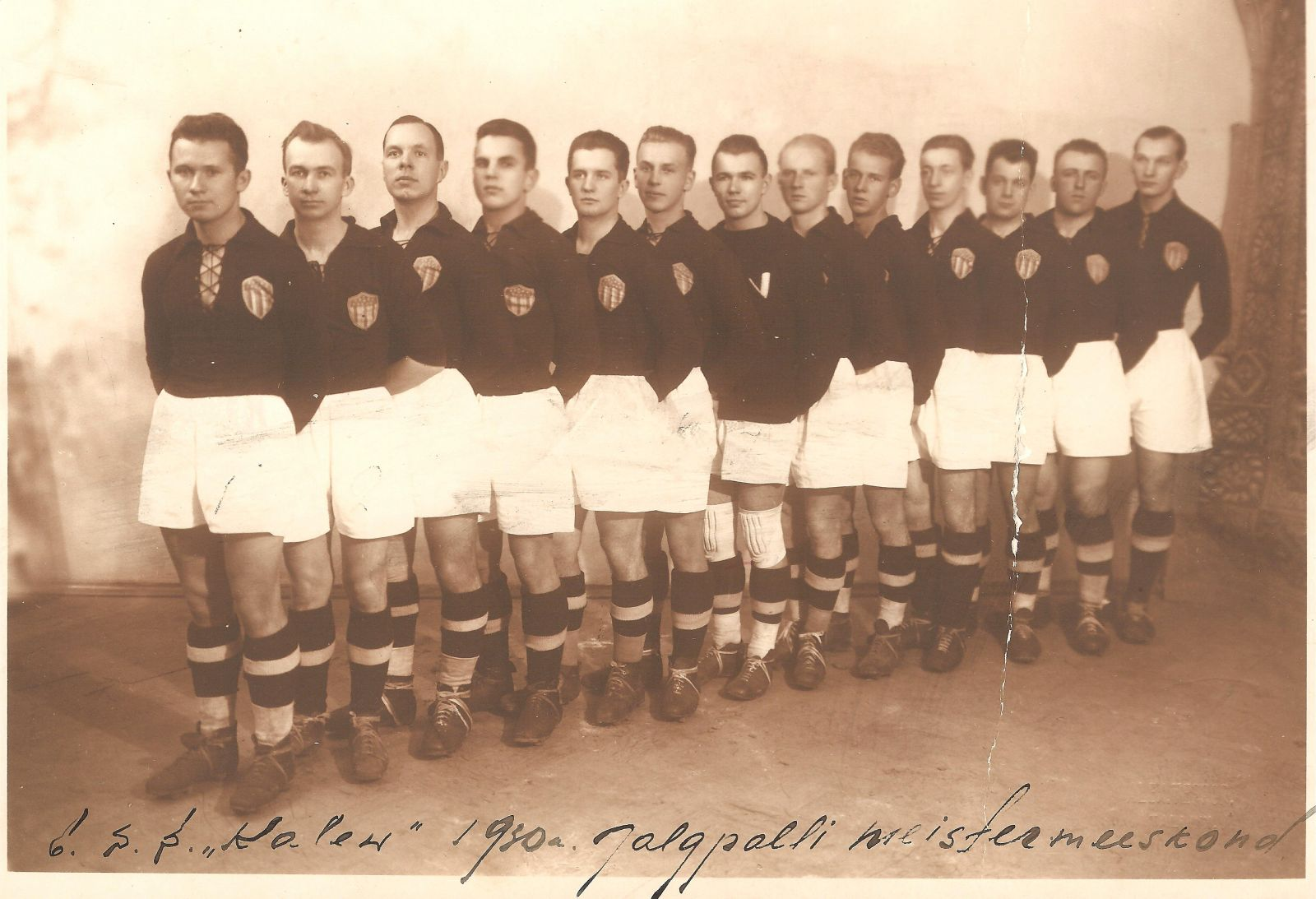
Meistermannschaft des JK Tallinna Kalev im Jahr 1930

## Modus
Die Liga umfasste zwei Vereine weniger als in der Vorsaison. Diese spielten jeweils einmal gegeneinander.

## Abschlusstabelle
| Pl. | Verein                | Sp. | S | U | N | Tore    | Quote | Punkte |
| --- | --------------------- | --- | - | - | - | ------- | ----- | ------ |
| 1.  | JK Tallinna Kalev     | 3   | 2 | 1 | 0 | 013:100 | 13,00 | 05:10  |
| 2.  | SK Tallinna Sport (M) | 3   | 2 | 1 | 0 | 009:100 | 9,00  | 05:10  |
| 3.  | Tallinna JK           | 3   | 1 | 0 | 2 | 007:600 | 1,17  | 02:40  |
| 4.  | KS Võitleja Narva     | 3   | 0 | 0 | 3 | 002:230 | 0,09  | 0:60   |

Platzierungskriterien: 1. Punkte – 2. Torquotient
| (M) | Amtierender Meister |

## Kreuztabelle
| 1930              | TKA | TSP | TJK | VÕI  |
| ----------------- | --- | --- | --- | ---- |
| JK Tallinna Kalev |     | 0:0 | 2:1 | 11:0 |
| SK Tallinna Sport | –   |     | 3:0 | 6:1  |
| Tallinna JK       | –   | –   |     | 6:1  |
| KS Võitleja Narva | –   | –   | –   |      |

## Torschützenliste
| Pl. | Name               | Mannschaft        | Tore |
| --- | ------------------ | ----------------- | ---- |
| 1.  | Valter Biiber      | SK Tallinna Sport | 5    |
| 2.  | Aleksander Kalvet  | JK Tallinna Kalev | 4    |
| 2.  | Erich Jõers        | JK Tallinna Kalev | 4    |
| 2.  | Theodor Strandberg | JK Tallinna Kalev | 4    |

## Die Meistermannschaft des JK Tallinna Kalev
| 1.                | JK Tallinna Kalev |
| JK Tallinna Kalev | - Spieler: Erich Altosaar, Arnold Eentamm, Aleksander Kalvet, Erich Jõers, Erich Kallo, Heinrich Koort, Feliks Kull, Boris Nelisnoi, Egon Parbo, Voldemar Piperal, Alfred Ratnik, Heino Roomere, Theodor Strandberg, Eino Uuli - Trainer: Hans Lustig |